# Коган, Ева Бенционовна
Ева Бенционовна (Бенедиктовна) Коган (21 декабря 1928, Кишинёв, Румыния — 30 декабря 1985, Алма-Ата) — советская пианистка, заслуженная артистка Казахской ССР, профессор Казахской национальной консерватории имени Курмангазы, один из создателей фортепианной школы современного Казахстана.

## Биография
Родился в Кишинёве, в семье скрипача, заведующего нотным отделом книжного магазина Бенциона Давидовича Когана и Марии Семёновны Коган, домохозяйки. В начале 1920-х годов отец стал владельцем магазина нот и музыкальных инструментов на улице Куза Водэ (Иринопольской), 13; он также играл на скрипке в Кишинёвском симфоническом оркестре. С началом Великой Отечественной войны с родителями и братьями эвакуировалась в Ворошиловск, где выступала в семейном ансамбле концертной бригады при Дагестанском концертном бюро в Махачкале; в 1942 году семья эвакуировалась дальше — в Алма-Ату.
Представительница школы пианиста Г. Р. Гинзбурга, школы. С 1964 года по 1985 год — заведующая кафедрой специального фортепиано Казахской национальной консерватории имени Курмангазы.
За 33 года педагогической работы класс Е. Б. Коган окончило более 60 человек. Среди её учеников: Р. А. Жубанова — заведующая фортепианным отделением в Алматинском музыкальном училище им. П. И. Чайковского; А. Ж. Досаева — доцент, декан историко-теоретического и фортепианного факультетов консерватории им. Курмангазы; А. Тамендарова — заведующая фортепианным отделением музыкального училища г. Рудного; Г. Богданович (Бенедиктова) — заведующая фортепианным отделением музыкального училища г. Усть-Каменогорска; С. А. Массовер — профессор кафедры «Специальное фортепиано» КНК им. Курмангазы, отличник культуры Республики Казахстан.
В консерватории работали рядом с Евой Бенедиктовной её бывшие ученики — коллеги: Л. Р. Зельцер, М. А. Вартанян, Н. И. Потешкина, А. Ж. Досаева, Г. Б. Жолымбетова, А. К. Кусаинов, Ш. Б. Жубанова, М. Н. Нурпеисова, А. К. Мухитова, Е. И. Шин, Н. Я. Баяхунова, Т. Я. Пылаева, С. В. Костевич, Т. П. Басаргина, Т. О. Жангутина, Д. Б. Бегимбетова, А. Н. Нурпеисова, Р. М. Чуренова, Е. А. Бычков, Г.Узенбаева.
Скончалась 30 декабря 1985 года в Алма-Ате, похоронена на Алматинском городском кладбище на проспекте Рыскулова.

## Семья
Братья — Иосиф Коган, скрипач; Симха Коган, пианист.